# Lamine Ben Aziza
Lamine Ben Aziza (Grombalia, Protectorado francés de Túnez, 10 de noviembre de 1952) es un exfutbolista de Túnez que jugaba en la posición de guardameta.

## Carrera

### Club
| Periodo   | Club             |
| --------- | ---------------- |
| 1969-1970 | Grombalia Sports |
| 1970-1980 | Étoile du Sahel  |
| 1980-1983 | CS Hammam-Lif    |

### Selección nacional
Jugó para Túnez en 11 ocasiones de 1976 a 1978, participó en la Copa Mundial de Fútbol de 1978 y en la Copa Africana de Naciones 1978.

## Logros
- Copa de Campeones Magreb (1): 1974
- Copa de Túnez (2): 1974, 1975